# Park Leśny Klęskowo

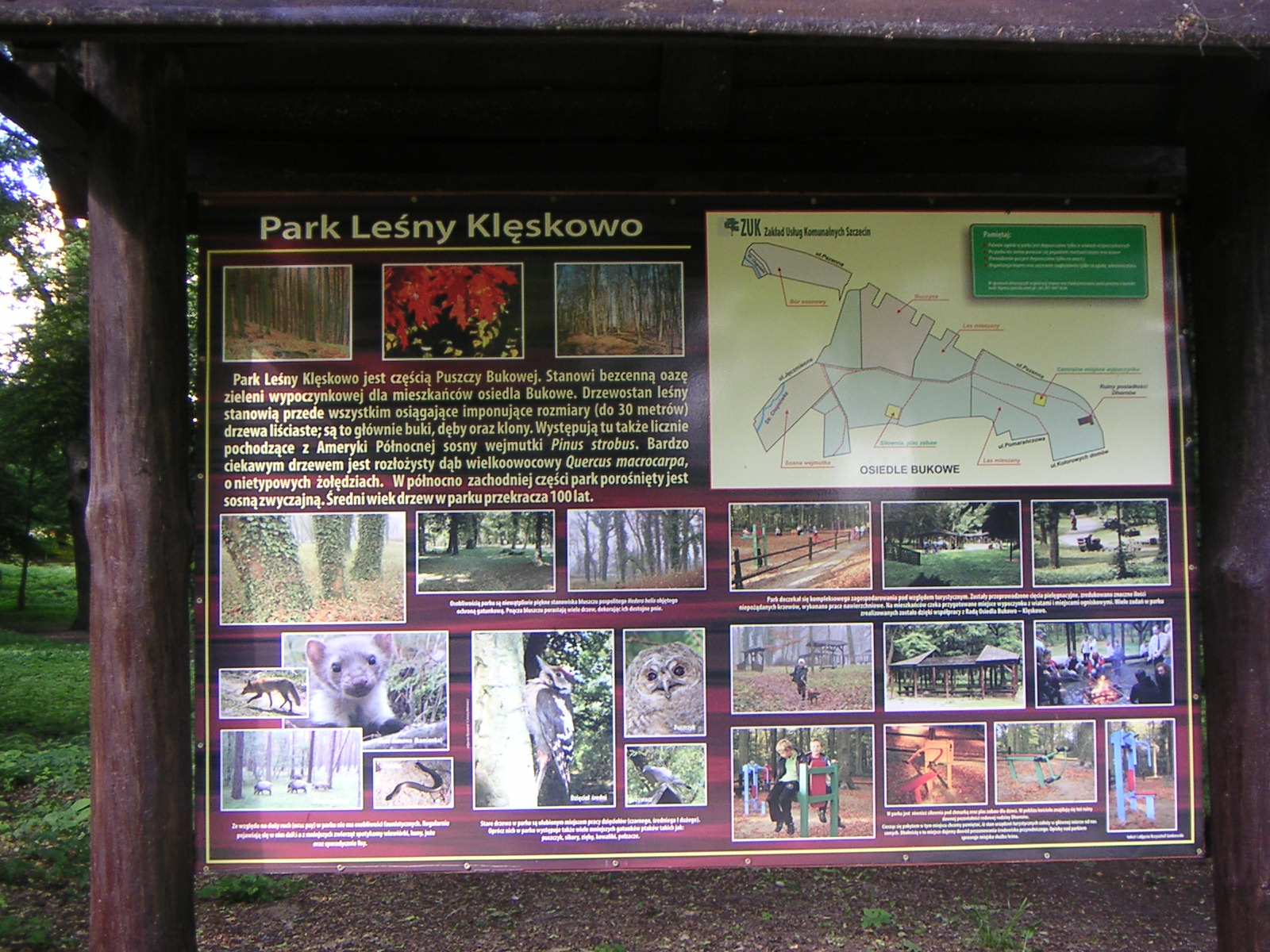
Szczecin, Park Leśny Klęskowo

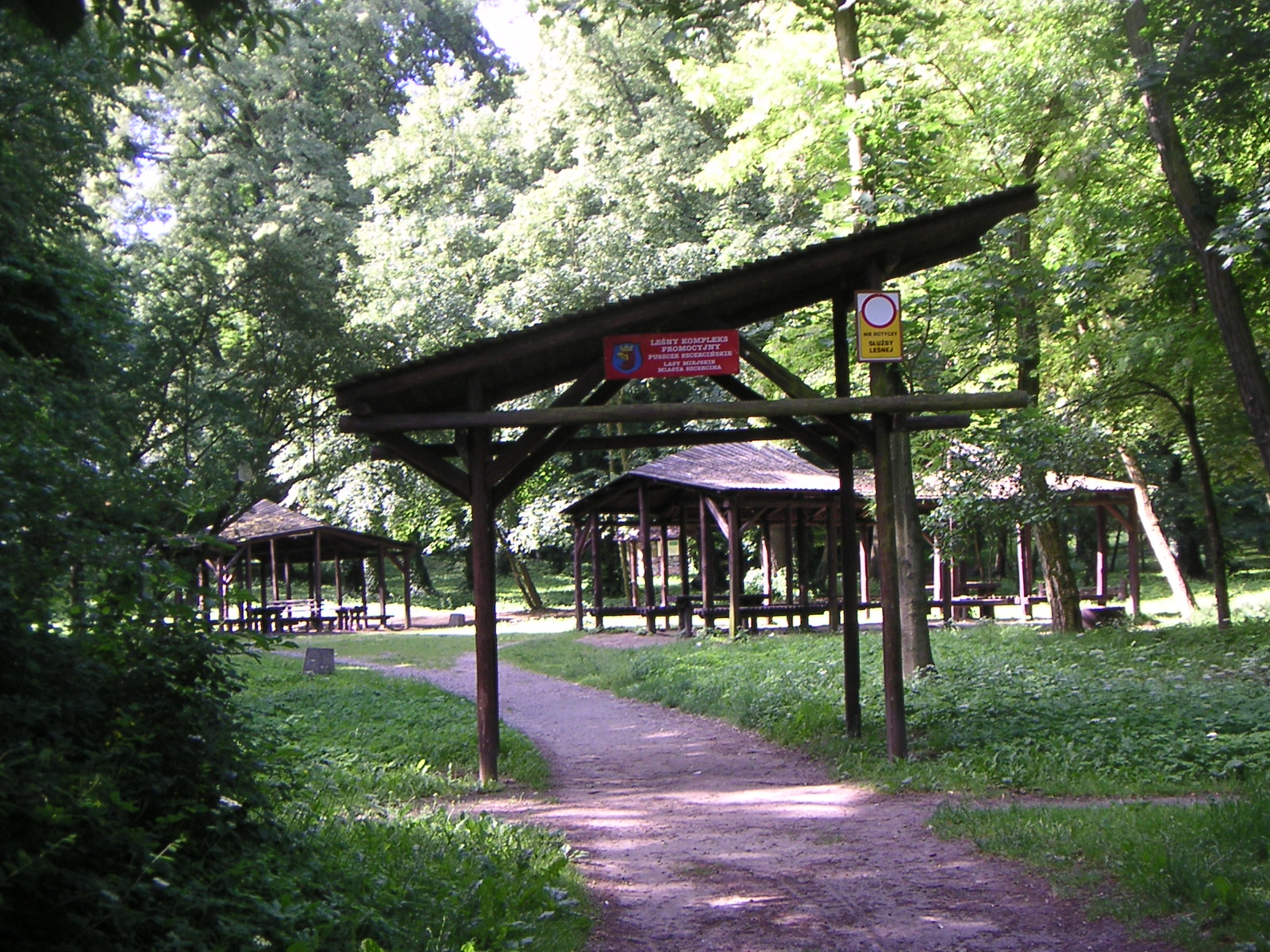
Szczecin, Park Leśny Klęskowo

Park Leśny Klęskowo – leśny obszar rekreacyjny wchodzący w skład leśnego kompleksu promocyjnego Puszcze Szczecińskie, o powierzchni 23,39 ha, położony na Prawobrzeżu Szczecina, pofałdowana część Puszczy Bukowej między osiedlami Bukowym na południu i Słonecznym na północy, w kwartale ulic: Mączna, Pszenna, Chłopska, Kolorowych Domów. 
W parku przeważa stuletni starodrzew bukowy z domieszką dębów szypułkowych i bezszypułkowych, dochodzący do 30 m wysokości. W części północno-zachodniej, od strony szpitala, bór sosnowy (sosna zwyczajna – Pinus sylvestris). 
Na obszarze całego parku powszechnie występują: grab pospolity (Carpinus betulus), klon zwyczajny (Acer platanoides), klon jawor (Acer pseudoplatanus), wiąz górski (Ulmus glabra), wiąz szypułkowy (limak Ulmus laevis) i jesion wyniosły (Fraxinus excelsior). 
W podszycie wiązy: górski, bezszypułkowy i polny (Ulmus carpinifolia), leszczyna pospolita (Corylus avellana), klony zwyczajny i jawor, trzmielina pospolita (Euonymus europaeus) oraz bez czarny (Sambucus nigra).
W runie występują m.in.: marzanka wonna (Galium odoratum), niecierpek drobnokwiatowy (Impatiens parviflora), niecierpek pospolity (Impatiens noli-tangere), bluszcz pospolity (Hedera helix). 
Na południowym zachodzie, w dolinie Chojnówki rośnie olsza czarna (Alnus glutinosa), oraz znacznie rzadsza olsza szara (Alnus incana). 
Dość licznie występują drzewa pochodzenia egzotycznego: grujecznik japoński (Cercidiphyllum japonicum), orzesznik pięciolistkowy (Carya ovata), buk amerykański (Fagus grandifolia), dąb wielkoowocowy (Quercus macrocarpa), kłęk amerykański (Gymnocladus dioicus), robinia akacjowa w odmianie jednolistnej (Robinia pseudoacacia 'Unifoliola), klon okrągłolistny (Acer circinatum), klony zwyczajne w odmianach Schwedlera i Palmitifidum, klon jawor w odmianie Leopolda (A. p. v. Leopoldi), jesion wyniosły w odmianie jednolistnej (Fraxinus excelsior v. diversifolia), miłorząb dwuklapowy (Ginkgo biloba), jodła jednobarwna (Abies concolor), jodła kaukaska (Abies nordmanniana), jedlica zielona (Pseudotsuga menziesii) i jedlica sina (P. m. v. glauca), modrzew europejski (Larix decidua), modrzew japoński (Larix kaempferi), modrzew eurojapoński (Larix x eurolepis), sosna wejmutka (Pinus strobus), cyprysik Lawsona (Chamaecyparis lawsoniana), cyprysik nutkajski (Chamaecyparis nootkatensis), cyprysik groszkowy (Chamaeceparis pisifera), cyprysik groszkowy w odmianie pierzastej (Ch. p. 'Plumosa), żywotnik olbrzymi (Thuja plicata), jałowiec wirginijski (Juniperus virginiana). 
Na wschodnim skraju parku, w sąsiedztwie kościoła znajdują się ruiny dworu Dohrnów, rodziny przybyłej do Szczecina w 1790.
Wzdłuż odtworzonych alejek ławki, ustawiono wiaty oraz wyznaczono miejsca na ognisko i place zabaw dla dzieci.